# لاس نابس دس لا كونثيبثيون (إشبيلية)
لاس نابس دس لا كونثيبثيون أو لاس نابس (بالإسبانية: Las Navas de la Concepción)‏ هي بلدية إسبانية تقع في مقاطعة إشبيلية في الأندلس ذات الحكم الذاتي. تنتمي إلى كوماركا سييرا نورتي. إحداثياتها الجغرافية هي 37º 56' شمالاً و5º 27' غربًا. بلغ عدد سكانها 1629 نسمة (2016) وتبلغ مساحتها 63 كيلومتر مربع بمُعدل كثافة سكانية 28,07. تقع على ارتفاع 434 مترًا و108 كيلو مترًا من العاصمة إشبيلية.